# Nelson Weiper
Nelson Felix Patrick Weiper (* 17. März 2005 in Mainz) ist ein deutscher Fußballspieler. Er ist deutscher Juniorennationalspieler und spielt seit seinem siebten Lebensjahr für den 1. FSV Mainz 05.

## Karriere

### Verein
Weiper entstammt der Jugendakademie des 1. FSV Mainz 05, in der er 2012 im Alter von sieben Jahren mit dem Fußballspielen begonnen hatte. Bereits als 15-Jähriger kam er zu Beginn der Saison 2020/21 zu ersten Einsätzen für die U17-Mannschaft der Mainzer; er erzielte bis Ende 2021 insgesamt 20 Tore in 19 Spielen in der B-Junioren-Bundesliga. Seit Februar 2022 spielte er für die Mainzer U19 in der A-Jugend-Bundesliga; bei seinem ersten Einsatz markierte er vier Treffer zum 5:3-Sieg gegen die A-Jugend des FC Augsburg. Er traf im Juniorenbereich im Durchschnitt mehr als einmal pro Spiel.
Weiper unterschrieb im März 2022 seinen ersten Profivertrag bei Mainz 05. Am 1. Oktober 2022 (8. Spieltag) debütierte er bei einer 1:2-Niederlage gegen den SC Freiburg nach später Einwechslung für das Profiteam. Wegen anstehender Abiturprüfungen verzichtete er auf die Teilnahme am Winter-Trainingslager der Profis im Januar 2023. Bei seinem dritten Bundesliga-Einsatz am 22. Spieltag erzielte Weiper als Einwechselspieler den Treffer zum 4:0-Endstand im Spiel gegen Borussia Mönchengladbach. Am Saisonende hatte er zwei Treffer in neun Einsätzen in der Bundesliga erzielt. Er kam auch weiterhin für die A-Jugend zum Einsatz und wurde in der Saison 2022/23 mit dem Team Meister der Staffel Süd/Südwest. In der anschließenden Endrunde um die deutsche A-Junioren-Meisterschaft erzielte Weiper im Halbfinalhinspiel gegen den 1. FC Köln den 1:0-Siegtreffer. Durch ein torloses Unentschieden zog man in das Finale gegen Borussia Dortmund ein und wurde deutscher Meister. Im September 2023 unterzog er sich einer Operation am Knie und fiel bis Mitte April 2024 aus.
Weiper ist der bisher jüngste Bundesliga-Spieler und -Torschütze in der Mainzer Vereinshistorie. Im November 2022 wurde er vom DFB mit der Fritz-Walter-Medaille in Gold als bester U17-Spieler des Jahres ausgezeichnet.

### Nationalmannschaft
Weiper spielte für mehrere Juniorenauswahlen des DFB. Mit der U17-Mannschaft nahm er unter anderem an der U17-EM 2022 teil, bei der er bis zum Ausscheiden im Viertelfinale in vier Partien eingesetzt wurde, drei Treffer erzielte und zwei Torvorlagen lieferte. Davor hatte er bei einem 9:0-Sieg beim U17-Algarve-Cup 2022 gegen die Slowakei fünf Tore geschossen. Für die U18 des DFB spielte er fünfmal.
Weiper wurde von Trainer Antonio Di Salvo in den Kader für die U-21-Europameisterschaft 2023 in Georgien und
Rumänien nominiert. Er kam in allen drei Gruppenspielen zum Einsatz; die Mannschaft schied nach der Gruppenphase aus. Mit 18 Jahren war er der jüngste Spieler im Aufgebot des DFB.

## Titel
- Deutscher A-Junioren-Meister: 2023
- Meister der A-Junioren-Bundesliga Süd/Südwest: 2023

## Familie
Weiper ist der Sohn eines deutschen Vaters und einer albanischen Mutter. Er machte 2023 sein Abitur an der IGS Mainz-Bretzenheim, einer Eliteschule des Fußballs.
Sein rund zwei Jahre älterer Bruder Henrik ist Fußballtorwart und spielte mit ihm gemeinsam in der Jugend von Mainz 05. Er spielte erst für kosovarische, dann für albanische Jugendnationalmannschaften.